# Trần Thị Thanh Hương
Trần Thị Thanh Hương (sinh ngày 19 tháng 1 năm 1971) là nữ chính trị gia nước Cộng hòa xã hội chủ nghĩa Việt Nam. Bà hiện là Ủy viên Ban Thường vụ Tỉnh ủy, Phó Bí thư Tỉnh ủy, Chủ tịch Ủy ban MTTQ Việt Nam tỉnh An Giang, Tổ trưởng Tổ Đảng, Trưởng Đoàn Đại biểu Quốc hội tỉnh, Ủy viên Ủy ban Xã hội của Quốc hội, Đại biểu Quốc hội khóa XV từ An Giang.
Bà từng là Trưởng ban Tuyên giáo và Dân vận Tỉnh ủy, Bí thư Đảng đoàn, Chủ tịch Ủy ban Mặt trận Tổ quốc Việt Nam tỉnh An Giang; Bí thư Thành ủy Long Xuyên, An Giang.
Trần Thị Thanh Hương là đảng viên Đảng Cộng sản Việt Nam, học vị Cử nhân Báo chí, Cao cấp lý luận chính trị. Bà có sự nghiệp đều công tác ở An Giang.

## Xuất thân và giáo dục
Trần Thị Thanh Hương sinh ngày 19 tháng 1 năm 1971, quê quán ở xã Bình Thạnh Đông, huyện Gò Công, tỉnh Tiền Giang. Bà lớn lên và tốt nghiệp phổ thông ở Gò Công, lên Thành phố Hồ Chí Minh theo học đại học và tốt nghiệp Cử nhân Báo chí. Bà được kết nạp Đảng Cộng sản Việt Nam vào ngày 20 tháng 5 năm 1995, trở thành đảng viên chính thức sau đó 1 năm, từng theo học các khóa chính trị ở Học viện Chính trị Quốc gia Hồ Chí Minh và tốt nghiệp Cao cấp lý luận chính trị.

## Sự nghiệp
Tháng 1 năm 1989, sau khi tốt nghiệp phổ thông, Trần Thị Thanh Hương được nhận vào Ban Tuyên giáo Tỉnh ủy An Giang, là nhân viên theo hợp đồng lao động. Bà làm việc ở đây cho đến cuối năm 1989 thì tới Công ty đời sống trực thuộc Ủy ban Mặt trận Tổ quốc Việt Nam tỉnh An Giang làm nhân viên, và cũng tiếp tục công tác 2 năm thì trở lại Ban Tuyên giáo Tỉnh ủy từ tháng 5 năm 1992. Sau đó, bà được cử đi học đại học, được tuyển vào công chức, bổ nhiệm làm chuyên viên của ban, công tác liên tục và dần là Phó Chánh Văn phòng, rồi Chánh Văn phòng Ban Tuyên giáo Tỉnh ủy trong một thời gian dài 1992–2010.
Tháng 4 năm 2010, bà được bổ nhiệm làm Phó Trưởng Ban Tuyên giáo Tỉnh ủy, đến tháng 10 cùng năm, tại Đại hội Đảng bộ tỉnh lần thứ IX, nhiệm kỳ 2010–2015, bà được bầu vào Ban Chấp hành Đảng bộ tỉnh, được phân công làm Phó Trưởng Ban Thường trực Ban Tuyên giáo Tỉnh ủy. Tháng 4 năm 2014, bà được điều về thành phố tỉnh lỵ Long Xuyên, nhậm chức Phó Bí thư Thường trực Thành ủy.
Tháng 11 năm 2015, tại Đại hội Đảng bộ tỉnh An Giang lần thứ X, nhiệm kỳ 2015–2020, bà tái đắc cử Tỉnh ủy viên, được bầu vào Ban Thường vụ Tỉnh ủy, được phân công làm Bí thư Thành ủy Long Xuyên. Bà giữ chức vụ này trong thời gian ngắn, đến tháng 12 cùng năm thì chuyển vị trí làm Bí thư Đảng Đoàn, Chủ tịch Ủy ban Mặt trận Tố quốc Việt Nam tỉnh An Giang. Tháng 8 năm 2018, bà được miễn nhiệm ở Mặt trận Tổ quốc tỉnh, được bổ nhiệm làm Trưởng Ban Tuyên giáo Tỉnh ủy, nơi mà bà bắt đầu công tác 30 năm trước đó, tiếp tục là Thường vụ Tỉnh ủy tại Đại hội Đảng bộ tỉnh lần thứ XI, nhiệm kỳ 2020–2025.
Tháng 5 năm 2021, với sự giới thiệu của Tỉnh ủy, bà tham gia ứng cử đại biểu quốc hội từ An Giang, tại đơn vị bầu cử số 2 gồm gồm thị xã Tân Châu và các huyện Chợ Mới, Phú Tân, rồi trúng cử Đại biểu Quốc hội khóa XV với tỷ lệ 75,69%. Trong nhiệm kỳ này, bà được phân công là Ủy viên Ủy ban Xã hội của Quốc hội, Tổ trưởng Tổ Đảng, Trưởng Đoàn Đại biểu Quốc hội tỉnh An Giang.
Ngày 30 tháng 6 năm 2025, tại tỉnh An Giang, Chủ nhiệm Ủy ban Dân nguyện và Giám sát của Quốc hội Dương Thanh Bình công bố Nghị quyết của Quốc hội về sắp xếp đơn vị hành chính cấp tỉnh (sáp nhập tỉnh An Giang và Kiên Giang thành tỉnh An Giang mới) và cấp xã. Phó Thủ tướng Chính phủ Mai Văn Chính công bố và trao quyết định của Bộ Chính trị về việc thành lập Đảng bộ tỉnh An Giang mới, chỉ định đồng chí Trần Thị Thanh Hương, Trưởng ban Tuyên giáo và Dân vận Tỉnh ủy An Giang làm Phó Bí thư Tỉnh uỷ, Chủ tịch Ủy ban MTTQ Việt Nam tỉnh An Giang.